# Orana (Turiscai)
Orana ist ein osttimoresischer Ort, Aldeia und Suco im Verwaltungsamt Turiscai (Gemeinde Manufahi).

## Der Ort
Der Ort Orana liegt im Zentrum des Sucos, auf einer Meereshöhe von 1182 m. Hier liegt die Grundschule des Sucos, die Escola primaria Orana.

## Der Suco
In Orana leben 578 Einwohner (2022), davon sind 287 Männer und 291 Frauen. Im Suco gibt es 133 Haushalte. Etwa 45 % der Einwohner geben Mambai als ihre Muttersprache an. Etwas weniger als 40 % sprechen Isní, etwa 12 % Tetum Prasa, Minderheiten Makasae, Idaté, Kemak oder Habun.
Vor der Gebietsreform 2015 hatte Orana eine Fläche von 15,07 km². Nun sind es 15,30 km². Der Suco liegt im Süden des Verwaltungsamts Turiscai. Nördlich und östlich befindet sich der Suco Foholau, nordwestlich der Suco Beremana und südwestlich der Suco Mindelo. Im Süden grenzt Orana an das Verwaltungsamt Fatuberlio mit seinen Sucos Fahinehan und Caicassa. Im Osten von Orana liegt ein See, der Lagoa Laheborak, der in den östlichen Grenzfluss, den Ahangcain abfließt, ein Nebenfluss des Südlichen Laclós. Die Westgrenze fließt der Sui entlang, ein Quellfluss des Caraulun.
Größere Straßen, die den Suco mit der Außenwelt verbinden, fehlen. So mussten für die Parlamentswahlen in Osttimor 2007 die Wahlurnen zum Wahllokal in der Grundschule mit einem Hubschrauber hingebracht und wieder abgeholt werden. Der Ort Orana ist die einzige größere Siedlung im Suco.
Im Suco befinden sich die drei Aldeias Fatulelo, Orana und Teberai.

## Geschichte
1975 marschierten die Indonesier in Osttimor ein. Der Widerstand der FRETILIN und ihres militärischen Arms, der FALINTIL, formierte sich in den Bergen, auch in Turiscai. 1978 griffen die Indonesier Orana und andere Sucos im heutigen Verwaltungsamt an. Häuser und Getreidespeicher wurden niedergebrannt. Die Einwohner flohen nach Süden in Richtung Alas und Fatuberlio. 90 starben durch Hunger und Krankheiten. 150 von ihnen wurden eingefangen und wieder zurückgebracht.

## Politik
Bei den Wahlen von 2004/2005 wurde João da Silva zum Chefe de Suco gewählt. Bei den Wahlen 2009 gewann Domingos Mendonça und 2016 Adelino da Silva.